# Stomoxys uruma
Stomoxys uruma är en tvåvingeart som beskrevs av Shinonaga och Tadao Kano 1966. Stomoxys uruma ingår i släktet Stomoxys och familjen husflugor. Inga underarter finns listade i Catalogue of Life.